# Agrias rebillardi
Agrias rebillardi är en fjärilsart som beskrevs av Paskevsky 1939. Agrias rebillardi ingår i släktet Agrias och familjen praktfjärilar. Inga underarter finns listade i Catalogue of Life.